# 李询 (陇西郡公)
李询（540年—588年），字孝询，原州高平县（今宁夏固原）人，自称陇西郡成纪县人，中国北周、隋朝軍人、政治人物，李贤之子。
李询沉深有大略，对点几所知甚多。在北周担任纳言上士，不久转任内史上士，兼掌吏部，以干练闻名。建德三年（574年），周武帝到云阳宫，拜他为司卫上士，委任为留府事。卫王宇文直作乱，焚烧肃章门，李询在门内点火，所以乱军不能进入。周武帝听说後赞许他，拜为仪同三司，转任长安令。升迁为英果中大夫。多次以军功，加位大将军，赐爵平高郡公。
杨坚为丞相，尉迟迥作乱，派遣韦孝宽进攻，以李询为元帅长史，委任为心腹。大军到达永桥，诸将不服调度，李询密告杨坚，请重臣监护。杨坚于是令高颎监军，与高颎同心协力，只有李询。平定尉迟迥，进位上柱国，改封陇西郡公，赐帛一千匹，加以相应的人口马匹。
开皇元年（581年），引杜阳水灌溉三趾原，李询主持工程，百姓因此获利。于是检校襄州总管事。一年后，拜显州总管。几年后，因为征还京师，宫中派使慰问不断。
开皇八年三月辛未（588年4月3日），在家中去世，时年四十九岁，隋文帝哀悼痛惜很久。谥号襄。有子李元方嗣爵。